# Ногкау (Цхинвальский район)
Ногкау (осет. Ногхъæу) — приграничное село в Цхинвальском районе Южной Осетии. Расположено в 1 км западнее Цхинвала, соединено автомобильной дорогой «Цхинвал-Зар-Дзау».
Географически поселок является спутником городу Цхинвал.
Ногкау является одним из самых новых поселений в Республике.
В переводе с осетинского Ногкау — «новая деревня», либо «новое село».

## История
Поселение было основано в 1990-х годах, как временный поселок для беженцев. Тогда многие осетины были вынуждены бежать из внутренних районов бывшей Грузинской ССР от националистических репрессий Звиада Гамсахурдия на свою историческую родину. Беженцы из Грузии основали селение недалеко от Цхинвала и стали обустраиваться. Численность населения после 2010—2012 годов в селе заметно увеличилась. Связано с это с заселением людей в коттеджный поселок, построенный на средства правительства и народа Тюменской области после войны 2008 года. Прописку в поселке получили граждане, ранее проживавшие в тяжелых бытовых условиях общежития сельхозтехникума в Цхинвале — беженцы и вынужденные переселенцы. Сегодня правительством РЮО создаются все необходимые условия для обеспечения жизнедеятельности сельчан.
В январе 2012 года село стало одним из немногих газифицированных населённых пунктов Республики Южная Осетия.
Осенью 2016 года в поселении открыт тренажерный спортивный зал. На 2017—2018 годы планируется построить фельдшерско-акушерский пункт.